# Itatiaya tubixaba
Itatiaya tubixaba is een spinnensoort in de taxonomische indeling van de kamspinnen (Ctenidae).
Het dier behoort tot het geslacht Itatiaya. De wetenschappelijke naam van de soort werd voor het eerst geldig gepubliceerd in 2006 door Polotow & Antonio D. Brescovit.